# Janet Kigusiuq
Janet Kigusiuq (1926, Campamento Putuqsuqniq, lago Garry, Nunavut - 2005, lago Baker, Nunavut) fue una artista inuit. Sus dibujos se centraron en la vida de campamento, cazando y pesca. La fuente de esos motivos era principalmente los dibujos experimentados de niñez en el campamento familiar, Kitikat en la región de Río Back. Adoptó el grabado siguiendo el movimiento de la familia al lago Baker y entre 1970 y 1988 contribuyó a las colecciones de impresión del lago Baker. Su trabajo maduro se desarrolló con dibujos al crayón de campos de color y técnicas de collage, los últimos incitados por el inicio de artritis. Provenía de una familia grande de artistas: era la hija mayor de Jessie Oonark, sus parientes artistas incluían a Victoria Mamnguqsualuk, Nancy Pukingrnak, Peggy Qablunaaq Aittauq, Mary Yuusipik Singaqti, Josiah Nuilaalik, Miriam Marealik Qiyuk y William Noah, y se casó con Mark Uqayuittuq, hijo de Luke Anguhadluq, ambos artistas.
Su obra puede encontrarse en las colecciones de la Galería Nacional de Canadá, Ottawa, el Museo de Inuit Arte, Toronto, y el Macdonald Centro de Arte del Auxiliar, Guelph. Una exposición retrospectiva, se tituló ''"El Impulso a Abstracción: El Arte Gráfico"'' de Janet Kigusiuq y curado por Cynthia Waye, se montó en el Museo de Arte Inuit, en 2008.

## Otras lecturas
- McMaster, Gerald, ed. Inuit Moderno: El Samuel y Esther Sarick Colección. Toronto: Galería de Arte de Ontario, 2010. 234.
- Waye, Cynthia, ed. El Impulso a Abstracción: El Arte Gráfico de Janet Kigusiuq. Toronto: Museo de Inuit Arte, 2008.
- Kyra Vladykov Fisher, "Janet Kigusiuq," Inuit el arte Trimestral 22.2 (otoño 2007): 8-15.
- Gillmor, Alison. “Janet Kigusiuq: Dibujos Recientes en el Winnipeg Galería de Arte,” Inuit el arte Trimestral, 11.3 (otoño 1996):43-46
- Lewis, Katie “Janet Kigusiuq (1926-2005),” Inuit el arte Trimestral, 20.3 (otoño 2005):40-41.
- Sinclair, James “Ruptura Tierra Nueva: El Trabajo Gráfico de Shuvinai Ashoona, Janet Kigusiuq, Victoria Mamnguqsuuluk, y Annie Pootoogook,” Inuit el arte Trimestral, 19:3/4 (invierno/otoño 2004):58-61.
- Galería nacional de entrada de Canadá: http://www.gallery.ca/en/see/collections/artist.php?iartistid=2908
- Inuit Arte entrada Viva: http://www.inuitartalive.ca/index_e.php?p=203
- Base de datos de Arte canadiense: http://ccca.concordia.ca/artists/artist_info.html?languagepref=en&link_id=6088